# نور حسن
نور حسن (بالإنجليزية: Noor Hassan Rizvi)‏ هو عارض باكستاني، ولد في 16 مايو 1986 في طرابلس في ليبيا.

## وصلات خارجية
- نور حسن على موقع IMDb (الإنجليزية)